# Institut des sciences de l'ingénieur en thermique-énergétique et matériaux
L'Institut des Sciences de l'Ingénieur en Thermique-Énergétique et Matériaux (I.S.I.T.E.M.) est une école d'ingénieurs créée en 1985 à Nantes avec un statut d'établissement public (Établissement habilité depuis 1985, sous la tutelle du Ministère de l'Enseignement Supérieur et de la Recherche). En 1990, elle s'installe sur le campus de la Chantrerie.

## Aujourd'hui
En janvier 2000, l'ISITEM s'est joint à l'IRESTE et l'ESA IGELEC pour former l'École polytechnique de l'université de Nantes.